# Spanish Juniors
Das Spanish Juniors ist im Badminton eine offene internationale Meisterschaft von Spanien für Junioren und damit das bedeutendste internationale Juniorenturnier in Spanien. Es wurde erstmals 2006 ausgetragen.

## Die Sieger
| Saison | Herreneinzel          | Dameneinzel                    | Herrendoppel                              | Damendoppel                                     | Mixed                                       |
| ------ | --------------------- | ------------------------------ | ----------------------------------------- | ----------------------------------------------- | ------------------------------------------- |
| 2006   | keine Daten           | keine Daten                    | keine Daten                               | keine Daten                                     | keine Daten                                 |
| 2007   | Pedro Martins         | Laura Molina                   | Cédric Villedieu Laurent Constantin       | Natalia Pocztowiak Marlena Flis                 | Laurent Constantin Émilie Lefel             |
| 2008   | Pedro Martins         | Carolina Marín                 | Matevž Bajuk Aljoša Turk                  | Carolina Marín Ana María Martín                 | David Domínguez Haideé Ojeda                |
| 2009   | Jamie van Hooijdonk   | Lianne Tan                     | Matevž Bajuk Antonio J. Márquez           | Ira Tomio Anna von Hepperger                    | Freek Golinski Sielke Barrez                |
| 2010   | Emre Lale             | Özge Bayrak                    | Nick Fransman Jim Middelburg              | Thamar Peters Soraya de Visch Eijbergen         | Jim Middelburg Soraya de Visch Eijbergen    |
| 2011   | Ramazan Öztürk        | Nicole Schaller                | Rhys Walker Tom Wolfenden                 | Neslihan Kılıç Neslihan Yiğit                   | Jim Middelburg Soraya de Visch Eijbergen    |
| 2012   | Matej Hliničan        | María Vijande                  | Mathias Bonny Oliver Schaller             | Blanca Ibeas Laia Oset                          | Alberto Zapico Laia Oset                    |
| 2013   | Mateusz Świerczyński  | Maja Pavlinić                  | Maciej Dąbrowski Dominik Ziętek           | Nelly Iriberri Lorena Uslé                      | Maciej Dąbrowski Magdalena Witek            |
| 2014   | Luís Enrique Peñalver | Isabel Fernández               | Sachin Dias Buwenaka Goonethileka         | Clara Azurmendi Isabel Fernández                | Rodion Alimov Alina Davletova               |
| 2015   | Dominik Bütikofer     | Sara Peñalver Pereira          | Duarte Nuno Anjo Bernardo Atilano         | Ronja Stern Simone von Rotz                     | Ricardo Silva Daniela Conceição             |
| 2016   | Korakrit Laotrakul    | Manassanan Lerthattasin        | Pakin Kuna-Anuvit Natthapat Trinkajee     | Pattaranan Chamnaktan Kwanchanok Sudjaipraparat | Pakin Kuna-Anuvit Kwanchanok Sudjaipraparat |
| 2017   | David Orteu           | Sara Peñalver Pereira          | Maxime Briot Fabien Delrue                | Abigail Holden Freya Redfearn                   | Maxime Briot Marion Le Turdu                |
| 2018   | Arnaud Merklé         | Vaishnavi Reddy Jakka          | Fabien Delrue William Villeger            | Maria Duțu Ioana Grecea                         | Fabien Delrue Juliette Moinard              |
| 2019   | Tomás Toledano        | Atitaya Povanon                | Surasit Ariyabaraneekul Woraphop Chuenkha | Flavie Vallet Emilie Vercelot                   | Surasit Ariyabaraneekul Atitaya Povanon     |
| 2020   | nicht ausgetragen     | nicht ausgetragen              | nicht ausgetragen                         | nicht ausgetragen                               | nicht ausgetragen                           |
| 2021   | Tauri Kilk            | Catlyn Kruus                   | Alex Green Nathan Moore                   | Kirsten de Wit Jaymie Laurens                   | Maël Cattoen Émilie Drouin                  |
| 2022   | Rubén García          | Anwesha Gowda                  | Mike Vestergaard Jonathan Melgaard        | Nikol Carulla Lucía Rodríguez                   | Jonathan Melgaard Maria Højlund Tommerup    |
| 2023   | William Bøgebjerg     | Saranporn Sombutwatthananukool | Dev Ayyappan Dhiren Ayyappan              | Hathaithip Mijad Huzwaney Momin                 | Otto Reiler Amanda Aarrebo Petersen         |
| 2024   | Chiang Tzu-chieh      | Prakriti Bharath               | Jesper Østergaard Christensen Otto Reiler | Anna-Sofie Nielsen Amanda Aarrebo Petersen      | Otto Reiler Amanda Aarrebo Petersen         |
| 2025   | Riyan Malhan          | Prakriti Bharath               | Linus Emmerich Fynn Ohliger               | Eva Stommel Aurelia Wulandoko                   | Tonkid Saeheng Tonrug Saeheng               |